# Cryptic Writings World Tour
Cryptic Writings World Tour fue una gira realizada por la banda de thrash metal Megadeth entre los años 1997 y 1998.

## Historia
Con este álbum Megadeth empezó a experimentar un sonido un poco más alejado de su acostumbrado Thrash Metal, a diferencia de su anterior álbum, Youthanasia, Megadeth se inclinó un poco más hacia un sonido más comercial y radiofónico con temas en acústico y con letras mucho más aceptables. El disco se posicionó dentro del top 10 de la lista de los más vendidos. También se destacan las primeras presentaciones de Megadeth en Acústico. 
Esta gira marcó el fin de la, hasta el momento, formación más exitosa y más longeva de la banda (Dave Mustaine, Marty Friedman, David Ellefson y Nick Menza). ya que para el término del primer tramo de la gira en 1997 Menza se le fue diagnosticado un cáncer en la rodilla hecho que lo llevó a dejar la gira, siendo sustituido por Jimmy DeGrasso, exbaterista de Suicidal Tendencies, meses después Mustaine despediría a Menza ya que, según Mustaine, Menza mintió sobre su cáncer y este esta afrontando problemas con el alcohol cosa que molestó a Mustaine y terminó con la marcha de Nick Menza.

## Fechas
| 10 de junio de 1997      | Arizona              | Estados Unidos  | Electric Ballroom                                 |
| 13 de junio de 1997      | Arizona              | Estados Unidos  | Mesa Amphitheatre                                 |
| Europa                   |                      |                 |                                                   |
| 21 de junio de 1997      | Kauhajoki            | Finlandia       | Nummijärvi                                        |
| 23 de junio de 1997      | Colonia              | Alemania        | Kantine                                           |
| 24 de junio de 1997      | Múnich               | Alemania        | Backstage                                         |
| 25 de junio de 1997      | Hamburgo             | Alemania        | Markthalle                                        |
| 27 de junio de 1997      | París                | Francia         | Élysée Montmartre                                 |
| 28 de junio de 1997      | Burgum               | Países Bajos    | Wâldrock                                          |
| 29 de junio de 1997      | Dessel               | Bélgica         | Graspop Metal Meeting                             |
| 3 de julio de 1997       | Oporto               | Portugal        | Festival Imperial                                 |
| 5 de julio de 1997       | Ringe                | Dinamarca       | Midtfyns Festival                                 |
| 7 de julio de 1997       | Londres              | Inglaterra      | Astoria                                           |
| 8 de julio de 1997       | Nottingham           | Inglaterra      | Rock City                                         |
| 9 de julio de 1997       | Nottingham           | Inglaterra      | Rock City                                         |
| 10 de julio de 1997      | Escalarre            | España          | Doctor Music Festival                             |
| 11 de julio de 1997      | Atenas               | Grecia          | Rockwave Festival                                 |
| 13 de julio de 1997      | Escalarre            | España          | Doctor Music Festival                             |
| Norteamérica             |                      |                 |                                                   |
| 24 de julio de 1997      | Las Vegas            | Estados Unidos  | The Joint at Hard Rock Hotel                      |
| 25 de julio de 1997      | Las Vegas            | Estados Unidos  | The Joint at Hard Rock Hotel                      |
| 26 de julio de 1997      | San Francisco        | Estados Unidos  | The Warfield                                      |
| 28 de julio de 1997      | Portland             | Estados Unidos  | Roseland Theater                                  |
| 29 de julio de 1997      | Seattle              | Estados Unidos  | The Moore Theatre                                 |
| 31 de julio de 1997      | Utah                 | Estados Unidos  | Saltair                                           |
| 1 de agosto de 1997      | Denver               | Estados Unidos  | Mammoth Events Center                             |
| 3 de agosto de 1997      | Kansas City          | Estados Unidos  | Memorial Hall                                     |
| 4 de agosto de 1997      | San Luis             | Estados Unidos  | American Theater                                  |
| 6 de agosto de 1997      | Minnesota            | Estados Unidos  | Roy Wilkins Auditorium                            |
| 7 de agosto de 1997      | Milwaukee            | Estados Unidos  | Eagles Ballroom                                   |
| 8 de agosto de 1997      | Chicago              | Estados Unidos  | Aragon Ballroom                                   |
| 9 de agosto de 1997      | Ohio                 | Estados Unidos  | Buckeye Lake Music Center                         |
| 10 de agosto de 1997     | Cleveland            | Estados Unidos  | Agora                                             |
| 12 de agosto de 1997     | Detroit              | Estados Unidos  | State Theatre                                     |
| 13 de agosto de 1997     | Pensilvania          | Estados Unidos  | Fenix Theatre                                     |
| 14 de agosto de 1997     | Nueva York           | Estados Unidos  | Hammerstein Ballroom                              |
| 15 de agosto de 1997     | Massachusetts        | Estados Unidos  | Great Woods Center for the Performing Arts        |
| 16 de agosto de 1997     | Nueva Jersey         | Estados Unidos  | Convention Hall                                   |
| 17 de agosto de 1997     | Pensilvania          | Estados Unidos  | Rostraver Ice Garden                              |
| 18 de agosto de 1997     | Washington           | Estados Unidos  | 9:30 Club                                         |
| 19 de agosto de 1997     | Washington           | Estados Unidos  | 9:30 Club                                         |
| 21 de agosto de 1997     | Florida              | Estados Unidos  | Tsunami Beach Club                                |
| 22 de agosto de 1997     | Florida              | Estados Unidos  | Sunrise Musical Theater                           |
| 23 de agosto de 1997     | Florida              | Estados Unidos  | Manatee Civic Center                              |
| 24 de agosto de 1997     | Jacksonville         | Estados Unidos  | Florida Theatre                                   |
| 25 de agosto de 1997     | Tennessee            | Estados Unidos  | New Daisy Theatre                                 |
| 26 de agosto de 1997     | Dallas               | Estados Unidos  | Bronco Bowl                                       |
| 27 de agosto de 1997     | Texas                | Estados Unidos  | Texas Sky Festival Park                           |
| 28 de agosto de 1997     | San Antonio          | Estados Unidos  | Sunken Gardens Theater                            |
| 29 de agosto de 1997     | El Paso              | Estados Unidos  | Convention Center Hall                            |
| 31 de agosto de 1997     | Phoenix              | Estados Unidos  | UFest                                             |
| 3 de septiembre de 1997  | Nebraska             | Estados Unidos  | Sokol Auditorium                                  |
| 4 de septiembre de 1997  | Davenport            | Estados Unidos  | The Col Ballroom                                  |
| 5 de septiembre de 1997  | Illinois             | Estados Unidos  | Madison Theater                                   |
| 6 de septiembre de 1997  | Illinois             | Estados Unidos  | Rockstock                                         |
| Europa                   |                      |                 |                                                   |
| 29 de septiembre de 1997 | Glasgow              | Escocia         | Barrowland                                        |
| 30 de septiembre de 1997 | Wolverhampton        | Inglaterra      | Civic Hall                                        |
| 1 de octubre de 1997     | Mánchester           | Inglaterra      | Manchester Academy 1                              |
| 2 de octubre de 1997     | Londres              | Inglaterra      | Astoria Theatre                                   |
| 4 de octubre de 1997     | Zwolle               | Países Bajos    | IJsselhallen                                      |
| 5 de octubre de 1997     | Bruselas             | Bélgica         | Ancienne Belgique                                 |
| 7 de octubre de 1997     | Barcelona            | España          | Zeleste                                           |
| 8 de octubre de 1997     | Zaragoza             | España          | Sala Multiusos                                    |
| 9 de octubre de 1997     | Madrid               | España          | Sala Canciller 2                                  |
| 10 de octubre de 1997    | Cascaes              | Portugal        | Pavilhão do Grupo Dramático e Sportivo de Cascais |
| 12 de octubre de 1997    | San Sebastián        | España          | Polideportivo Anoeta                              |
| 14 de octubre de 1997    | Milán                | Italia          | PalaVobis                                         |
| 15 de octubre de 1997    | Roma                 | Italia          | Palazzo dello Sport                               |
| 17 de octubre de 1997    | Erlangen             | Alemania        | E-Werk                                            |
| 18 de octubre de 1997    | Mannheim             | Alemania        | Capitol Forum                                     |
| 19 de octubre de 1997    | Stuttgart            | Alemania        | LKA Longhorn                                      |
| 21 de octubre de 1997    | Hanover              | Alemania        | Capitol Forum                                     |
| 22 de octubre de 1997    | Leipzig              | Alemania        | Haus Auensee                                      |
| 23 de octubre de 1997    | Dortmund             | Alemania        | Westfalenhalle                                    |
| 24 de octubre de 1997    | París                | Francia         | Le Zénith                                         |
| 26 de octubre de 1997    | Vienna               | Austria         | Libro Music Hall                                  |
| 27 de octubre de 1997    | Budapest             | Hungría         | Petőfi Csarnok                                    |
| 28 de octubre de 1997    | Graz                 | Austria         | Orpheum                                           |
| 29 de octubre de 1997    | Praga                | República Checa | Malá Sportovní Hala                               |
| 31 de octubre de 1997    | Katowice             | Polonia         | Metal Hammer Festival                             |
| Asia                     |                      |                 |                                                   |
| 14 de noviembre de 1997  | Akashi               | Japón           | Akashi                                            |
| 15 de noviembre de 1997  | Tokio                | Japón           | Shibuya Koukaidou                                 |
| 17 de noviembre de 1997  | Sendai               | Japón           | Sun Plaza Hall                                    |
| 19 de noviembre de 1997  | Tokio                | Japón           | Tokyo Kousei Nenkin Kaikan                        |
| 20 de noviembre de 1997  | Tokio                | Japón           | Tokyo Kousei Nenkin Kaikan                        |
| 22 de noviembre de 1997  | Yokohama             | Japón           | Pacifico Yokohama                                 |
| 24 de noviembre de 1997  | Kobe                 | Japón           | Kobe Kokusai Kaikan                               |
| 25 de noviembre de 1997  | Osaka                | Japón           | Osaka Kousei Nenkin Kaikan                        |
| 26 de noviembre de 1997  | Fukuoka              | Japón           | Fukuoka Sunpalace                                 |
| 28 de noviembre de 1997  | Nagoya               | Japón           | Aichi-ken Kinrou Kaikan                           |
| 30 de noviembre de 1997  | Tokio                | Japón           | Shibuya Koukaidou                                 |
| Suramérica               |                      |                 |                                                   |
| 6 de diciembre de 1997   | São Paulo            | Brasil          | Estádio Palestra Itália                           |
| 7 de diciembre de 1997   | Río de Janeiro       | Brasil          | Ginásio do Maracanãzinho                          |
| 8 de diciembre de 1997   | Río de Janeiro       | Brasil          | Metropolitan                                      |
| 9 de diciembre de 1997   | Porto Alegre         | Brasil          | Gigantinho                                        |
| 11 de diciembre de 1997  | Buenos Aires         | Argentina       | Centro Cultural Recoleta                          |
| 13 de diciembre de 1997  | Buenos Aires         | Argentina       | Monsters of Rock                                  |
| 14 de diciembre de 1997  | Santiago             | Chile           | Velódromo del Estadio Nacional (Cancelado)        |
| Norteamérica             |                      |                 |                                                   |
| 17 de diciembre de 1997  | Míchigan             | Estados Unidos  | The Palace of Auburn Hills                        |
| 27 de diciembre de 1997  | Sacramento           | Estados Unidos  | Sacramento Memorial Auditorium                    |
| 28 de diciembre de 1997  | San Jose, California | Estados Unidos  | Event Center Arena                                |
| 29 de diciembre de 1997  | Los Ángeles          | Estados Unidos  | Hollywood Palladium                               |
| 30 de diciembre de 1997  | San Diego            | Estados Unidos  | SOMA                                              |
| 31 de diciembre de 1997  | Arizona              | Estados Unidos  | TCC Music Hall                                    |
| 2 de enero de 1998       | Albuquerque          | Estados Unidos  | Albuquerque Convention Center                     |
| 3 de enero de 1998       | Texas                | Estados Unidos  | Fair Park Coliseum                                |
| 4 de enero de 1998       | Amarillo             | Estados Unidos  | Amarillo Civic Center                             |
| 5 de enero de 1998       | Wichita              | Estados Unidos  | Cotillion Ballroom                                |
| 6 de enero de 1998       | Columbia             | Estados Unidos  | The Blue Note                                     |
| 8 de enero de 1998       | Iowa                 | Estados Unidos  | Super Toad Entertainment Center                   |
| 9 de enero de 1998       | Kalamazoo            | Estados Unidos  | Kalamazoo State Theatre                           |
| 10 de enero de 1998      | Cincinnati           | Estados Unidos  | Bogart's                                          |
| 11 de enero de 1998      | Indianapolis         | Estados Unidos  | Egyptian Room at the Murat Centre                 |
| 13 de enero de 1998      | Toronto              | Canadá          | The Warehouse                                     |
| 14 de enero de 1998      | Montreal             | Canadá          | Metropolis                                        |
| 15 de enero de 1998      | Quebec               | Canadá          | Centre de Foire                                   |
| 16 de enero de 1998      | Boston               | Estados Unidos  | Orpheum Theatre                                   |
| 17 de enero de 1998      | Filadelfia           | Estados Unidos  | Electric Factory                                  |
| 18 de enero de 1998      | Filadelfia           | Estados Unidos  | Electric Factory                                  |
| 20 de enero de 1998      | Hartford             | Estados Unidos  | Webster Theater                                   |
| 5 de marzo de 1998       | Vancouver            | Canadá          | Pacific Coliseum                                  |
| 6 de marzo de 1998       | Seattle              | Estados Unidos  | Paramount Theatre                                 |
| 7 de marzo de 1998       | Portland             | Estados Unidos  | Roseland Theater                                  |
| 8 de marzo de 1998       | Nampa                | Estados Unidos  | Idaho Center Arena                                |
| 11 de marzo de 1998      | Minnesota            | Estados Unidos  | Roy Wilkins Auditorium                            |
| 13 de marzo de 1998      | Chicago              | Estados Unidos  | The Metro                                         |
| 13 de marzo de 1998      | Chicago              | Estados Unidos  | Aragon Ballroom                                   |
| 14 de marzo de 1998      | Ohio                 | Estados Unidos  | Hara Arena                                        |
| 15 de marzo de 1998      | Toledo               | Estados Unidos  | Toledo Sports Arena                               |
| 17 de marzo de 1998      | Ohio                 | Estados Unidos  | James A. Rhodes Arena                             |
| 18 de marzo de 1998      | Rochester            | Estados Unidos  | Harro East Ballroom                               |
| 19 de marzo de 1998      | Hershey              | Estados Unidos  | Hersheypark Arena                                 |
| 20 de marzo de 1998      | Lewiston             | Estados Unidos  | Central Maine Civic Center                        |
| 21 de marzo de 1998      | New York             | Estados Unidos  | Hammerstein Ballroom                              |
| 23 de marzo de 1998      | Glen Burnie          | Estados Unidos  | Michael's Eighth Avenue                           |
| 24 de marzo de 1998      | Norfolk              | Estados Unidos  | The Boathouse                                     |
| 26 de marzo de 1998      | Atlanta              | Estados Unidos  | The Masquerade                                    |
| 27 de marzo de 1998      | Jacksonville         | Estados Unidos  | Jacksonville Fairgrounds                          |
| 28 de marzo de 1998      | Zephyrhills          | Estados Unidos  | Livestock Festival VIII                           |
| 29 de marzo de 1998      | Fort Lauderdale      | Estados Unidos  | Theatre Club                                      |
| 30 de marzo de 1998      | Lake Buena Vista     | Estados Unidos  | House of Blues                                    |
| 1 de abril de 1998       | Memphis              | Estados Unidos  | New Daisy Theatre                                 |
| 2 de abril de 1998       | Nueva Orleans        | Estados Unidos  | House of Blues                                    |
| 3 de abril de 1998       | Houston              | Estados Unidos  | International Ballroom                            |
| 4 de abril de 1998       | Austin               | Estados Unidos  | Cinco Ranch Studios                               |
| 5 de abril de 1998       | Dallas               | Estados Unidos  | Bronco Bowl                                       |
| 8 de abril de 1998       | Lincoln              | Estados Unidos  | Pershing Center                                   |
| 9 de abril de 1998       | Colorado Springs     | Estados Unidos  | City Auditorium                                   |
| 10 de abril de 1998      | Utah                 | Estados Unidos  | Saltair                                           |
| 13 de abril de 1998      | Redding              | Estados Unidos  | Redding Convention Center                         |
| 14 de abril de 1998      | Stockton             | Estados Unidos  | Stockton Memorial Civic Auditorium                |
| 15 de abril de 1998      | Ventura              | Estados Unidos  | The Majestic Ventura Theater                      |
| 17 de abril de 1998      | Las Vegas            | Estados Unidos  | The Joint at Hard Rock Hotel                      |
| 18 de abril de 1998      | Las Vegas            | Estados Unidos  | The Joint at Hard Rock Hotel                      |
| 20 de abril de 1998      | Anchorage            | Estados Unidos  | William A. Egan Center                            |
| 21 de abril de 1998      | Soldotna             | Estados Unidos  | Central Peninsula Sports Center                   |
| 9 de mayo de 1998        | Morrison             | Estados Unidos  | Red Rocks Amphitheatre                            |
| 30 de mayo de 1998       | Dallas               | Estados Unidos  | Coca-Cola Starplex Amphitheatre                   |
| 31 de mayo de 1998       | San Antonio          | Estados Unidos  | Sunken Gardens Theater                            |
| 1 de junio de 1998       | Corpus Christi       | Estados Unidos  | Texas Sky Festival Park                           |
| 2 de junio de 1998       | McAllen              | Estados Unidos  | La Villa Real Special Events Center               |
| 5 de junio de 1998       | Minnesota            | Estados Unidos  | Paolo Soleri Amphitheatre                         |
| 6 de junio de 1998       | Mesa                 | Estados Unidos  | Mesa Amphitheatre                                 |
| 7 de junio de 1998       | San Diego            | Estados Unidos  | SDSU Open Air Theatre, San Diego State University |
| 9 de junio de 1998       | Santa Cruz           | Estados Unidos  | Santa Cruz Civic Auditorium                       |
| 10 de junio de 1998      | Fresno               | Estados Unidos  | Paul Paul Theater                                 |
| 12 de junio de 1998      | San Francisco        | Estados Unidos  | The Warfield                                      |
| 13 de junio de 1998      | Sacramento           | Estados Unidos  | Real Rock Jamboree                                |
| 14 de junio de 1998      | Santa Cruz           | Estados Unidos  | Santa Cruz Civic Auditorium                       |
| 16 de junio de 1998      | Billings             | Estados Unidos  | Metrapark Arena                                   |
| 17 de junio de 1998      | Casper               | Estados Unidos  | Casper Events Center                              |
| 19 de junio de 1998      | Sioux Falls          | Estados Unidos  | Sioux Falls Arena                                 |
| 20 de junio de 1998      | Fargo                | Estados Unidos  | Civic Auditorium                                  |
| 21 de junio de 1998      | Duluth               | Estados Unidos  | Duluth Entertainment and Convention Center        |
| 22 de junio de 1998      | Cedar Rapids         | Estados Unidos  | Five Seasons Center                               |
| 24 de junio de 1998      | Des Moines           | Estados Unidos  | Super Toad Entertainment Center                   |
| 25 de junio de 1998      | Peoria               | Estados Unidos  | Madison Theater                                   |
| 26 de junio de 1998      | Cincinnati           | Estados Unidos  | Bogart's                                          |
| 27 de junio de 1998      | Cincinnati           | Estados Unidos  | Bogart's                                          |
| 28 de junio de 1998      | Toronto              | Canadá          | Warehouse                                         |
| 29 de junio de 1998      | Lackawanna           | Estados Unidos  | The Funhouse                                      |
| 30 de junio de 1998      | Kitchener            | Canadá          | The Lyric                                         |
| 2 de julio de 1998       | Hartford             | Estados Unidos  | Meadows Music Theater                             |
| 20 de julio de 1998      | Grand Rapids         | Estados Unidos  | The Orbit Room                                    |
| 24 de julio de 1998      | Louisville           | Estados Unidos  | The Brewery                                       |
| 3 de agosto de 1998      | Pasadena             | Estados Unidos  | Daytona's                                         |
| 4 de agosto de 1998      | Greenville           | Estados Unidos  | Characters                                        |
| 5 de agosto de 1998      | North Myrtle Beach   | Estados Unidos  | House of Blues                                    |
| 6 de agosto de 1998      | Knoxville            | Estados Unidos  | Tennessee Theatre                                 |
| 8 de agosto de 1998      | Chicago              | Estados Unidos  | The Metro                                         |
| 17 de septiembre de 1998 | Ciudad de México     | México          | Palacio de los Deportes                           |
| 19 de septiembre de 1998 | Monterrey            | México          | Auditorio Coca-Cola                               |
| Suramérica               |                      |                 |                                                   |
| 23 de septiembre de 1998 | Santiago             | Chile           | Estadio Chile                                     |
| 26 de septiembre de 1998 | São Paulo            | Brasil          | Monsters of Rock                                  |
| 27 de septiembre de 1998 | Vinhedo              | Brasil          | Adler's                                           |
| 28 de septiembre de 1998 | Curitiba             | Brasil          | The Forum                                         |
| 1 de octubre de 1998     | Buenos Aires         | Argentina       | Parque Sarmiento                                  |
| 2 de octubre de 1998     | Buenos Aires         | Argentina       | Centro Cultural Recoleta                          |
| 3 de octubre de 1998     | Buenos Aires         | Argentina       | Parque Sarmiento                                  |
| 4 de octubre de 1998     | Buenos Aires         | Argentina       | Parque Sarmiento                                  |
| Asia                     |                      |                 |                                                   |
| 14 de noviembre de 1998  | Seúl                 | Corea del Sur   | Olympic Gymnastics Arena                          |
| 16 de noviembre de 1998  | Osaka                | Japón           | Osaka Kousei Nenkin Kaikan                        |
| 17 de noviembre de 1998  | Nagoya               | Japón           | Diamond Hall                                      |
| 19 de noviembre de 1998  | Tokio                | Japón           | Nakano Sunplaza                                   |
| 20 de noviembre de 1998  | Tokio                | Japón           | Nakano Sunplaza                                   |
| 22 de noviembre de 1998  | Yokohama             | Japón           | Bay Hall                                          |
| 23 de noviembre de 1998  | Tokio                | Japón           | Shibuya Koukaidou                                 |

## Canciones tocadas en la gira
De  Killing Is My Business... And Business Is Good!:
- "Mechanix""

De  Peace Sells... But Who's Buying?:
- "Wake Up Dead"
- "Devil's Island"
- "Peace Sells"

De  So Far, So Good... So What!:
- "In My Darkest Hour"
- "Liar"
- "Anarchy in the U.K."

De  Rust In Peace:
- "Holy Wars The Punishment Due"
- "Hangar 18"
- "Tornado of Souls"

De  Countdown To Extinction:
- "Skin o' My Teeth"
- "Sweating Bullets"
- "Foreclosure of a Dream"
- "Symphony of Destruction"

De  Youthanasia:
- "Reckoning Day"
- "A Tout Le Monde"

De  Hidden Treasures:
- "Paranoid"
- "Angry Again"
- "99 Ways to Die"

De  Cryptic Writings:
- "Sin"
- "A Secret Place"
- "She-Wolf" (Algunos shows con una versión de solos de guitarra en el medio de la canción)
- "Almost Honest"
- "Use the Man"
- "Trust"
- "FFF"
- "The Disintegrators"
- "I'll Get Even"

Otros:
- "Solo de Bajo" (David Ellefson)
- "Solo de Guitarra" (Marty Friedman)
- "Solo de Batería" (Jimmy DeGrasso)

## Personal
- Dave Mustaine: Guitarra, Voz
- Marty Friedman: Guitarra
- David Ellefson: Bajo, Coros
- Nick Menza: Batería (1997-1998)
- Jimmy DeGrasso: Batería (1998-)

## Páginas externas
- Wed Oficial

- Datos: Q77016634